# Terence Stamp

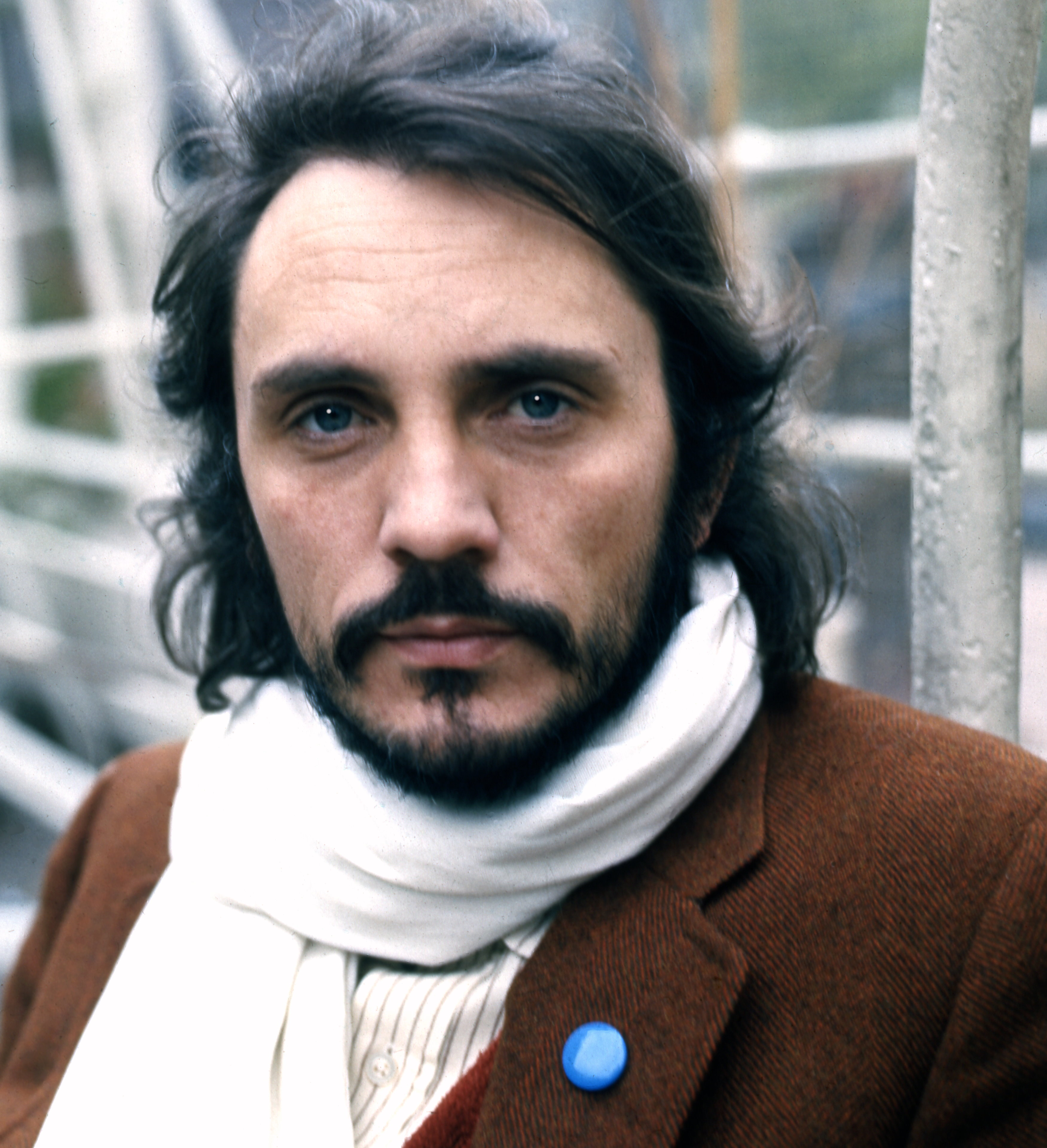
Terence Stamp 1973.

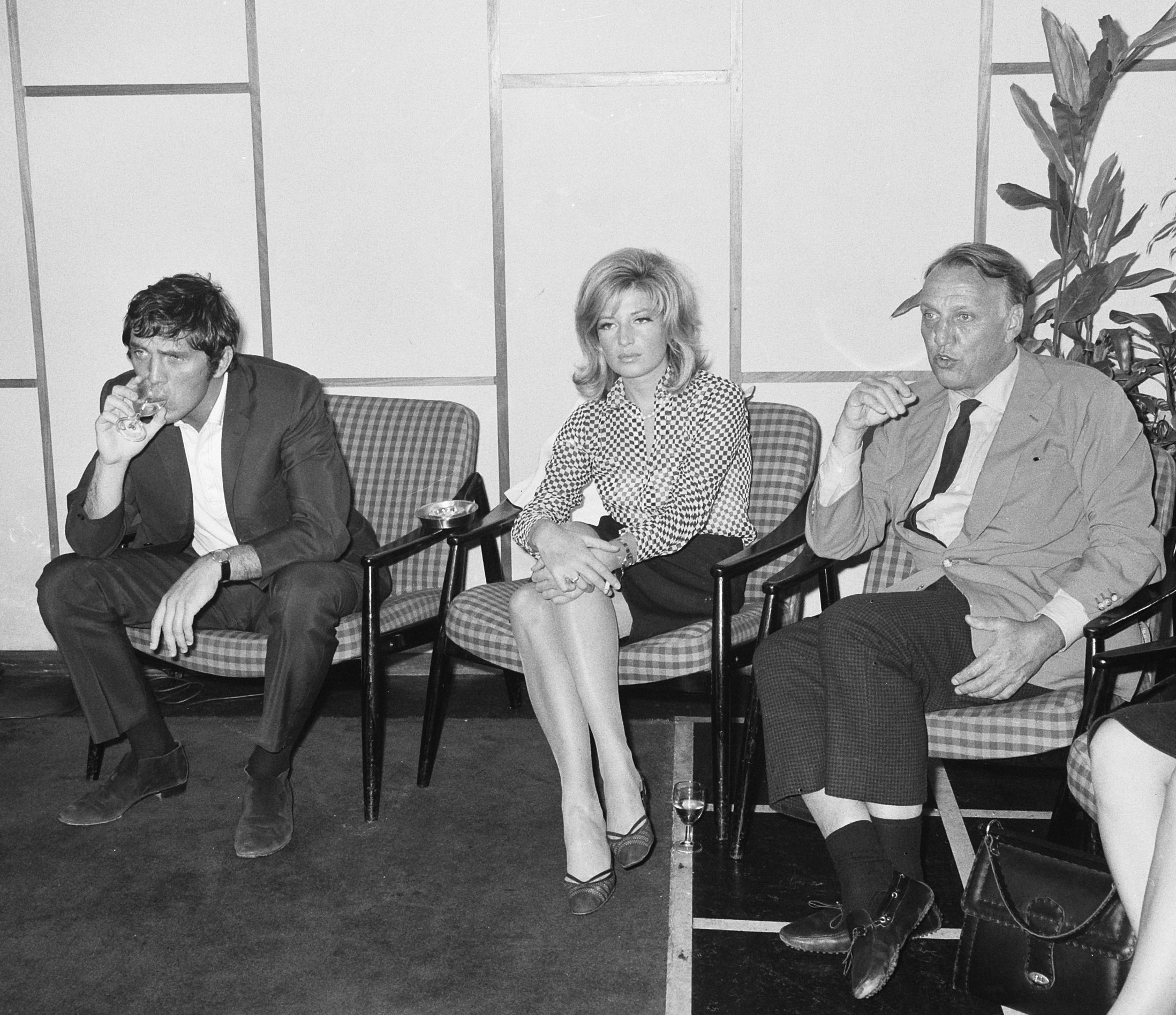
Terence Stamp, Monica Vitti och Joseph Losey i presskonferens inför filmen Modesty Blaise 1966.

Terence Henry Stamp, född 22 juli 1938 i Stepney i Tower Hamlets i London, död 17 augusti 2025, var en brittisk skådespelare.

## Biografi
Terence Stamp växte upp i East End med en hemmafru till mor och en far som körde pråm på Themsen. Sedan Stamp sluppit undan värnplikten (plattfot) satsade han på att utbilda sig till skådespelare och fick med tiden olika roller på mindre scener runt om i London. Han blev i början av 60-talet god vän med den då likaledes okände Michael Caine, som tog honom under sina vingar och lärde honom mycket. De två kom även att dela lägenhet under några år.
Stamp, som 1961 enbart gjort teaterroller, kom slumpartat att få huvudrollen i filmen Billy Budd, som även blev hans stora genombrott. Stamp lanserades något innan inspelningarna på en presskonferens 23 maj 1961, där han artigt svarade på frågor medan han åt en glass. Han fick tidigt smeknamnet "Tugboat Terry" med hänsyftning till faderns yrke. Filmen blev en stor framgång och Stamp nominerades för en Oscar.
Under inspelningen av sin andra film Samlaren i Los Angeles 1964 inledde Stamp en relation med Jean Shrimpton, en av dåtidens mest kända modeller. "Stamp and Shrimp" blev också en av den tidens mest kända par. Stamp gjorde 1966 Willie Garvin i en filmatisering av Modesty Blaise där han, enligt honom själv, hade en besvärlig inspelning då han inte kom bra överens med motspelerskan Monica Vitti.
Relationen med Shrimpton tog slut 1967 och Stamp sjönk ned i drogträsket. Han spelade in Westernfilmen Blue i Arizona samma år och vistades därefter en tid i Rom, där han 1968 spelade in kortfilmen Toby Dammit med Fellini. Senare under året medverkade han i Pasolinis Teorema. I början av 1969 lämnade Stamp London och reste under många år runt för att finna sig själv. Bl.a. vistades han i Indien. Han gjorde comeback 1978 som general Zod i Superman - The Movie.
Bland intressanta roller Stamp gjort under senare tid finns den som transsexuell i Priscilla - öknens drottning och den som åldrande cockney i The Limey där han spelade mot Peter Fonda. På senare tid har han gjort comeback i Supermans värld som rösten till Jor-El i TV-serien Smallville.

## Filmografi (urval)
- 1962 – Billy Budd
- 1965 – Samlaren
- 1966 – Modesty Blaise
- 1967 – Stackars flicka
- 1967 – Fjärran från vimlets yra
- 1968 – Toby Dammit
- 1968 – Teorema
- 1978 – Superman – The Movie
- 1978 – Tjuven i Bagdad
- 1979 – Älskar, älskar inte
- 1980 – Superman II - Äventyret fortsätter
- 1982 – Death in the Vatican
- 1986 – Schack matt (TV-serie)
- 1986 – En tavla för mycket
- 1987 – Wall Street
- 1987 – Sicilianaren
- 1988 – Young Guns
- 1994 – Priscilla - öknens drottning
- 1999 – The Limey
- 1999 – Star Wars: Episod I – Det mörka hotet
- 1999 – Knubbigt regn
- 2000 – Red Planet
- 2002 – Full Frontal
- 2003 – My Boss's Daughter
- 2003–2011 – Smallville (TV-serie) (återkommande gästroll)
- 2003 – Spökhuset
- 2005 – Elektra
- 2007 – September Dawn
- 2008 – Get Smart
- 2008 – Valkyria
- 2008 – Wanted
- 2008 – Yes Man
- 2011 – The Adjustment Bureau
- 2012 – Song for Marion
- 2014 – Big Eyes
- 2016 – Miss Peregrines hem för besynnerliga barn
- 2017 – Crooked House
- 2019 – Murder Mystery